# Hemiscyllium trispeculare
La pintarroja colilarga manchada (Hemiscyllium trispeculare) es una especie de elasmobranquio orectolobiforme de la familia Hemiscylliidae.